# 小行星128297
小行星128297（128297 Ashlevi）是一颗绕太阳运转的小行星，为主小行星带小行星。该小行星于2003年12月20日发现。
該小行星以發現者詹姆斯·惠特尼·揚的孫子阿什利·菲爾波特（Ashlie Philpott）和利維·萊姆利（Levi Lemley）命名。

## 轨道参数
小行星128297的轨道半长轴为428 731 130 km，2.8658498 UA，离心率为0.075。